# Finlands svenska andelsförbund
Finlands svenska andelsförbund är en 1919 grundad samarbetsorganisation i Helsingfors för de finlandssvenska andelslagen. 
Finlands svenska andelsförbund har till uppgift att främja Finlands svenska befolknings ekonomiska förkovran genom andelsverksamhet och vara ett samlande organ för kooperativa företag inom olika branscher i Svenskfinland. Förbundet sprider information om kooperationen och biträder medlemmarna med bland annat juridisk rådgivning och utbildning i ekonomiska frågor. Antalet medlemsföretag uppgår till ett drygt trettiotal (2018) bland vilka märks dagligvaruföretaget Varuboden-Osla, SOK, Vasa andelsbank, Andelsbanken Raseborg, mejeriandelslagen Maitosuomi och Ålands centralandelslag samt Svenska lantbruksproducenternas centralförbund. Finlands svenska andelsförbund verkar i tätt samarbete med Pellervo Coop Center. 